# Tipula seguyana
Tipula seguyana är en tvåvingeart som beskrevs av Alexander 1964. Tipula seguyana ingår i släktet Tipula och familjen storharkrankar. Inga underarter finns listade i Catalogue of Life.